# Pontalba Buildings
Pontalba Buildings sono degli edifici che formano i due lati di Jackson Square (New Orleans) nel Quartiere francese di New Orleans, in Louisiana. Sono edifici di quattro piani in mattoni rossi, lunghi un isolato, costruiti alla fine del 1840 dalla baronessa Micaela Almonester Pontalba. I piani terra ospitano negozi e ristoranti; ei piani superiori sono appartamenti che, a quanto si dice, sono i più antichi appartamenti di questo tipo affittati continuamente negli Stati Uniti.

## Storia e descrizione
La baronessa Pontalba, un'affermata donna d'affari, ha investito nel settore immobiliare, acquistando i terreni sui lati a monte e a valle di Place d'Armes. Ha costruito due edifici a schiera in stile parigino tra il 1849 e il 1851, per un costo di oltre 300000 $. Gli edifici includono il primo esempio registrato nella città dell'uso di "gallerie" in ghisa, che stabilirono una moda che divenne presto la caratteristica più importante dell'architettura residenziale della città. I pannelli in ghisa della balaustra del primo piano presentano le sue iniziali, "AP", intrecciate nel design.
L'edificio che fronteggia Rue St. Peter, a monte di Jackson Square, è il Pontalba superiore. L'edificio sull'altro lato, di fronte a Rue St. Ann, è l'edificio Pontalba inferiore.
La Baronessa Pontalba morì in Francia nel 1874 e la famiglia Pontalba mantenne la proprietà degli edifici fino agli anni '20; ma non si interessarono alle case a schiera, così caddero in rovina. Gli eredi vendettero l'edificio inferiore al filantropo locale William Ratcliffe Irby, che a sua volta lasciò in eredità la proprietà al Louisiana State Museum. I dirigenti civici locali acquistarono l'edificio superiore, che vendettero a una fondazione nel 1930, l'Associazione Museo Edile Pontalba. La fondazione ha ceduto l'edificio superiore alla città di New Orleans, che ne è proprietaria dagli anni '30.
Secondo Christina Vella, storica dell'Europa moderna, gli edifici Pontalba non furono i primi condomini negli Stati Uniti di oggi, come comunemente si crede. Erano originariamente costruiti come case a schiera, non appartamenti in affitto. Le case a schiera furono trasformate in appartamenti durante i lavori di ristrutturazione degli anni '30 (durante la Grande depressione).
Nel racconto "Giardini nascosti", Truman Capote li descrive come "... i più antichi, per certi versi più cupamente eleganti, condomini d'America, gli edifici di Pontalba".
In uno dei suoi più celebri romanzi, "Come cenere nel vento", Kathleen E. Woodiwiss, la popolare scrittrice americana nota per il genere Romance, cita uno degli edifici di Pontalba come luogo di abitazione del ricco protagonista della storia, ambientata a New Orleans.
Sono stati dichiarati monumento storico nazionale nel 1974 per la loro architettura antica e distintiva.